# Japans-Russische betrekkingen
Diplomatieke relaties tussen Japan en Rusland werden voor het eerst officieel aangeknoopt in 1855, bij de ondertekening van het Verdrag van Shimoda. Het zou de aanloop zijn naar verdere en verdiepende verdragen die op hun beurt een haat-liefdeverhouding zouden teweegbrengen tussen de twee landen. Tot op het heden zijn de relaties een constante afweging tussen economische en strategische samenwerking enerzijds en een territoriumkwestie anderzijds.

## Belangrijke relaties tussen Rusland en Japan vanaf 1855

### Verdrag van Shimoda
Japan voerde gedurende 250 jaar een politiek van isolement, het Sakoku (鎖国 -land in kettingen) genoemd. Geen enkel buitenlandse mogendheid werd toegestaan aan te meren voor handel, met beperkte uitzondering van Nederland en China. Daar kwam verandering in met de komst van de Amerikaan Commodore Perry. Deze zou in naam van de Verenigde Staten van Amerika Japan ontsluiten in 1854. De Amerikanen wilden hun aanwezigheid en invloed in de Stille Oceaan versterken en Japan was, met dat doel voor ogen, van uitmuntend strategisch belang. Ook de lucratieve walvisvaart was een belangrijke economisch drijfveer, alsook de lijnvaart tussen Californië en China met ravitaillering in Japan. De Verenigde Staten voerde echter geen eenzame strijd om het monopolie van de Stille Oceaan. Rusland, een groot tsaristisch imperium strekkend van Europa tot Noord-Californië, had ook nood aan een verdrag met Japan. Daar zijn imperium zo groot was, kon het niet volledig instaan voor de ontwikkeling en bevoorrading van zijn afgelegen gebieden in Noordoost-Azië. Hiervoor had het een sterke regionale handelspartner nodig, Japan. Vervolgens kon het niet toelaten dat de VS een dominante rol zouden spelen in de Stille Oceaan en de walvisvaart. Ten slotte was er de kwestie van de Koerilen en Sachalin waar een duidelijke grens tussen Rusland en Japan diende getrokken te worden. Na de Amerikaan Perry zou dan ook viceadmiraal Poetjatin in naam van de Russische tsaar een vriendschapsverdrag met Japan sluiten op 7 februari 1855. Het Verdrag van Shimoda van 1855, zoals het ook wel genoemd wordt, hield onder meer in:
- Openstelling van drie Japanse havens: Shimoda, Nagasaki en Hakodate
- Het plaatsen van een consul in Shimoda en Hakodate
- Het vastleggen van een grens in de Koerilen. Alles ten noorden van de lijn tussen Etorofu (Russ.: Iturup) en Urup zou Russisch worden. Alles ten zuiden van de lijn was Japans grondgebied. Van het immense eiland Sachalin werd gemeenschappelijk gebied gemaakt, aangezien de twee landen evenwaardige interesses in het gebied hadden.

Ook Groot-Brittannië (het Engels-Japans Vriendschapsverdrag van 1854 (日英和親条約)) en Nederland (1855) zouden soortgelijke verdragen verkrijgen. De ontsluiting van Japan, het Kaikoku (開国 opening van het land), zou de aanloop naar een nieuwe periode voor Japan betekenen: de Meiji-restauratie. Het zou het einde inluiden voor de eeuwenoude feodale structuren en de invloed van het Shogunaat zou geleidelijk aan vervagen.

### Ansei-verdragen

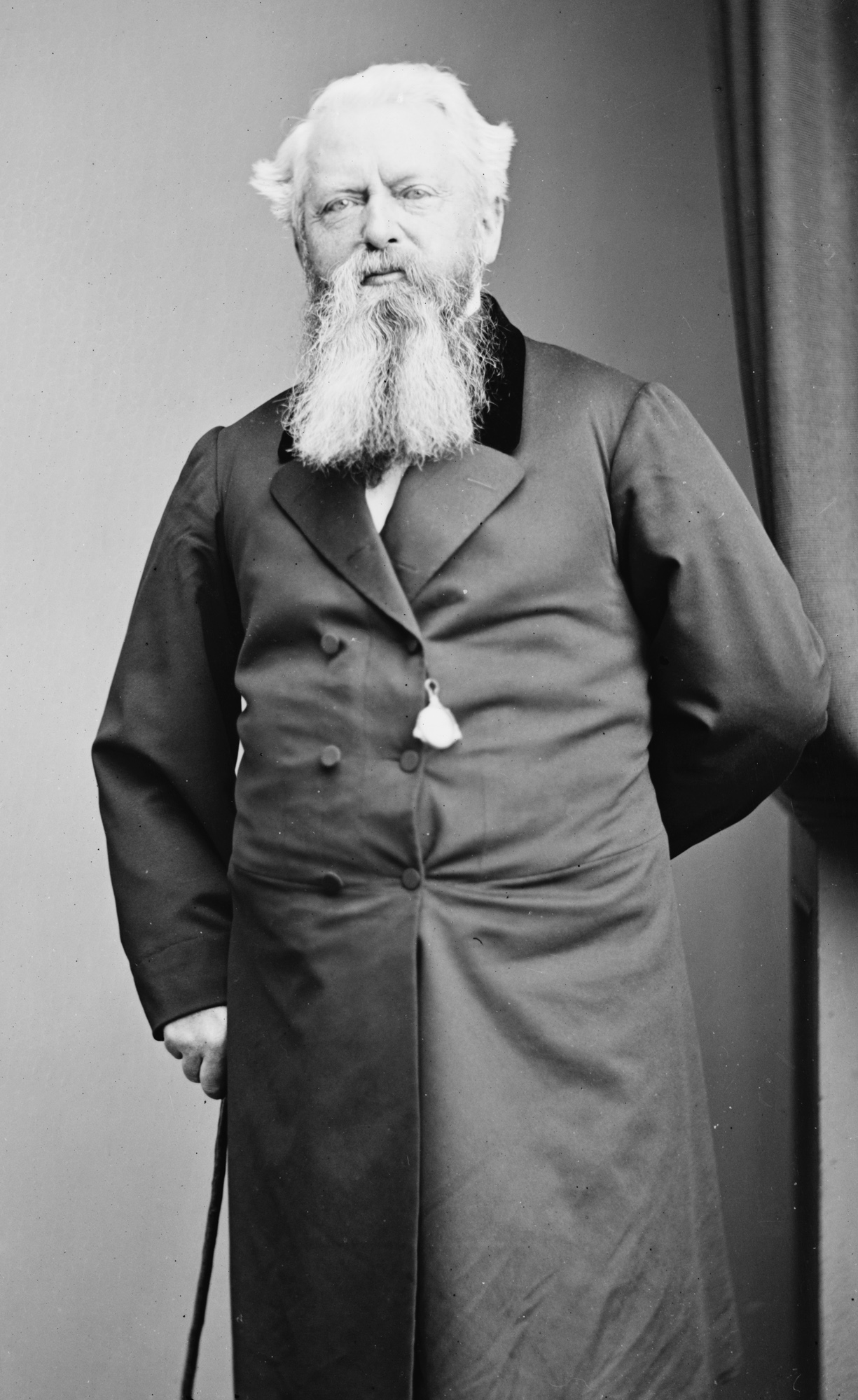
De Amerikaanse consul, Townsend Harris (1804–1878)

Rusland, Frankrijk en Groot-Brittannië waren ondertussen verwikkeld geraakt in oorlogen in Azië. Townsend Harris, de Amerikaanse consul in Japan, slaagde erin met dit gegeven de Japanners onder druk te zetten door een handelsverdrag te onderhandelen dat Japan zou beschermen tegen de koloniale machten. Het verdrag was echter meer in het voordeel van de VS. Toch verlangden de andere grootmachten ook naar hun deel van de taart. Zo keerde Poetjatin na drie jaar afwezigheid terug naar Japan om op 19 augustus 1858 een nieuw vriendschaps- en handelsakkoord te ondertekenen. Het zou als een van de vijf Ongelijke verdragen van de Ansei-periode (ansei gokakoku jōyaku 安静五カ国条約) gekend staan. Dit verdrag was in veel opzichten vergelijkbaar met die wat de VS, Nederland, Groot-Brittannië en Frankrijk verkregen. Voornaamste punten waren:
- Openstelling havens.
- Vrije handel.
- Extra-territorialiteit werd opgenomen in het verdrag. Dit stipuleerde dat Japan geen jurisdictie had over buitenlanders, maar dat de consul van de buitenlander in kwestie de rechterlijke autoriteit had.
- Afschaffing van Japanse autonome tolheffingen met grote prijsstijgingen en hongersnood als gevolg.
- Regeling van een grens op Sachalin.

### Een zwak Bakufu
Het Bakufu kwam onder hevige druk te staan van het Japanse volk, binnen zijn eigen rangen en door de Keizer als gevolg van deze oneerlijke verdragen. Ook de benoeming van Tokugawa Yoshitomi tot nieuwe Shōgun was een reden tot verzet van de Hitotsubashi-ha, een groepering gekant tegen de bestuurlijke beslissingen van het Bakufu. Deze onrust leidde tot een repressief beleid van het Bakufu met doel de kritiek in de kiem te smoren. Het beleid staat ook wel bekend als de Ansei-razzia's (ansei no taigoku 安政の大獄). Japan had te kampen met tal van bestuurlijke en binnenlandse problemen. De Russen waren echter nog steeds niet tevreden met de regeling rond Sachalin en zagen nu hun kans om van het zwakke Bakufu gebruik te maken. Nog geen jaar na het vorige verdrag zou de Russische Admiraal en Oost-Siberïe gouverneur Piotr Petrovitch Mouravieff met 7 oorlogsschepen de baai van Tōkyō binnenvaren met de eis Sachalin volkomen Russisch te maken. Het ware bijna een traditie, maar toch kwam ook deze Siberische gouverneur van een koude douche thuis. Het Bakufu had nog steeds de bovenhand in Japan en verdiende bijgevolg nog steeds erkenning van de buitenlandse mogendheden.

### Meiji-restauratie

De Iwakura Missie in Londen

In Japan werd in 1868 symboliek met de Eed in Vijf Artikelen (gokajō no goseimon 五箇条の御誓文) de Meiji-restauratie (meiji ishin 明治維新) ingezet. Deze culturele, politieke, maatschappelijke en economische omwenteling hield in dat het oude bestuur van het Bakufu werd afgeschaft en een nieuwe hervormingspolitiek ingevoerd werd, inclusief restauratie van de macht van de keizer. Een gecentraliseerd bestuur onder de nieuwe keizer Meiji werd nu nagestreefd en het feodale klassensysteem, inclusief de samoerai, werd afgeschaft. Deze hervormingspolitiek, die ook tal van andere sectoren moderniseerde, was geïnspireerd op succesvolle westerse modellen (bv. het Duitse leger, het Belgische bankwezen, het Brits parlementair systeem, ...) Deze hervormingspolitiek hield echter ook in dat Japan zijn verdragen met de buitenlandse mogendheden zou trachten te herzien (Tsūshō jōyaku no kaisei 通商条約の改正). Jarenlang zou het ijveren om gezien te worden als een nieuwe moderne staat, waardig in de ogen van het Westen. Japan zond delegaties naar het buitenland voor studie en bemiddeling voor meer rechtvaardige verdragen. Zo werd in 1871 besloten een Japanse delegatie naar het buitenland te sturen onder leiding van Iwakura Tomomi (岩倉具視). Deze missie staat ook wel bekend als de Iwakura-Missie (iwakura shisetsudan 岩倉使節団). Deze Japanse delegatie deed ook Rusland aan.

### Verdrag over de Ruil van de Koerilen tegen Sachalin
Met de uitbreiding van het Russische rijk tot aan de Japanse Zee, realiseerde Japan het expansionisme van het Russische rijk in Siberië. De Europese gigant stond nu aan de noorderpoort van Japan. Meer bepaald Sachalin, waar Rusland steeds meer moeite begon te investeren in de vorm van verkenning en ontginning van de natuurlijke rijkdommen. Japan had echter ook enige aanspraak op het gebied dankzij het laatste getekende verdrag met Putyatin (zie "Ansei-verdragen" hierboven). Zo had het bovendien een Commissaris van Ontwikkeling met jurisdictie over Hokkaido en Sachalin eerder aangesteld. Maar omwille van financiële problemen en met advies van de VS en Engeland benaderde Japan Rusland op een vreedzame en onderhandelende manier. Zo zou Japan in een goed daglicht komen te staan in de internationale opinie, belangrijk voor het vertrouwen. In de hoop de Russische uitbreidingszucht een halt toe te roepen besloot het moderniserende Japan aan Rusland een nieuw territorium-verdrag te verzoeken.
Dit verdrag zou een duidelijke en meer eerlijkere grens moeten afbakenen dat Rusland ver genoeg van het Japanse Hokkaido zou houden. Bijgevolg stuurde de Meiji-regering in 1874 de befaamde Enomoto Takeaki (榎本 武揚) als afgevaardigde naar Sint-Petersburg waar de regering van de Russische tsaar gevestigd was. In het Verdrag van Sint-Petersburg of het Verdrag over de Ruil van de Koerilen tegen Sachalin (chishima karafuto kōkan jōyaku 千島樺太交換条約) van 1875 dat Takeaki met de Russen bekwam, erkende Japan Sachalin als Russisch grondgebied in ruil voor de Koerilen strekkend tot aan het Kamchatka schiereiland. Een ander gevolg van het steeds groter wordende Russische rijk was dat Japan vanaf nu ook een meer agressieve en landinwaartse politiek aan zou nemen op het Chinese vasteland.

### Otsū-Incident
Het Ōtsu Incident van 11 mei 1891 introduceerde een nieuw dieptepunt betreffende Russo-Japanse relaties. De Russische kroonprins Nicholas Alexandrovitch Romanov (Николай Александрович Романов) was namelijk op een plezierbezoek in de Japanse stad Ōtsu (大津市), zonder medeweten dat zijn Japanse escort een moordpoging zou ondernemen. De prins werd gewond afgevoerd. Als gevolg van de aanslag kwamen de spanningen tussen Rusland en Japan lichterlaaie. De Japanse overheid zou trachten de doodstraf te verkrijgen voor de Japanse misdadiger om zo in een goed daglicht bij Rusland te komen. Het rechterlijk hof besliste echter dat de doodstraf enkel geld voor aanslagen op de Keizer en diens entourage en hier dus niet van toepassing kon zijn. De man werd voor levenslange opsluiting veroordeeld en de ministers van respectievelijk Binnenlandse en Buitenlandse Zaken, Saigō Tsugumichi (西郷隆盛) en Aoki Shūzō (青木周蔵), traden af. Rusland was tevreden over de uitkomst. Dit voorval zou de eerste echte grote test zijn voor de moderne staat Japan dat door de scheiding der machten steeds meer erkenning won. Een test waarin het met glans slaagde. In de periode van 1888-1899 zou Japan dan ook sterk lobbyen om de Ongelijke Verdragen ongedaan te maken. Uiteindelijk slaagde het erin o.a. het extraterritorialisme en de vastgelegde tolheffingen af te schaffen.

### Mantsjoerije & Korea: Russo-Japanse belangen
Naar het einde van de 19e eeuw toe breidden Rusland en Japan hun interesse uit naar Mantsjoerije en Korea. Voor Rusland waren deze gebieden zeer interessant omdat ze Rusland van ijsvrije havens konden voorzien. Japan was geïnteresseerd in deze gebieden op het vaste continent vanwege de aanwezigheid van vele grondstoffen voor zijn groeiende industrie. Om een confrontatie te vermijden sloten Japan en Rusland op 9 juni 1896 het Yamagata-Lobanov Akkoord (Yamagata-Robanofu Kyōtei), genoemd naar de ondertekenaars Yamagata Aritomo (山県 有朋) en Russisch Buitenland Minister Aleksei Lobanov-Rostovski (Лобанов-Ростовский). Het akkoord bepaalde dat Japan en Rusland elkaar niet voor de voeten zouden lopen in een tijd van groeiende regionale machten. Er heerst echter een anti-Japanse stemming in Korea, waardoor Rusland het voordeel wist te halen in deze overeenkomst.
Na diens overwinning in de Eerste Sino-Japanse Oorlog zou de drielandeninterventie onder leiding van Rusland samen met Frankrijk en Duitsland, ervoor ijveren Japans expansionisme een halt toe te roepen. Rusland had hier vooral baat bij vanwege zijn eigen interesses in het gebied. Als gevolg heerste er een sterk anti-Russisch sentiment onder de Japanse bevolking, aangewakkerd door de regering. Toch zou Japan ijveren voor een betere en eerlijkere overeenkomst met Rusland inzake Korea en verkreeg een toenadering in Tōkyō op 25 april 1898 om een nieuw verdrag met Rusland te ondertekenen. Het te bekomen Nishi-Rosen Akkoord (西－ローゼン協定), met onderhandelaars Russische Minister Roman Romanovich Rosen en Japans Buitenland Minister Nishi Tokujirō, zou bepalen dat Rusland en Japan geen inmenging zouden hebben in Koreaanse binnenlandse aangelegenheden. Alleszins niet zonder elkaar te consulteren, welteverstaan. Rusland zou zich er ook op toe leggen afstand te doen van enige obstructie van Japanse commerciële en industriële interesses in het gebied. Japan zou dus erkenning voor zijn interesse in Korea verkrijgen, maar in ruil zou Japan de invloed die Rusland uitoefende in Mantsjoerije erkennen. Toch breidde Rusland zijn invloed in China en Korea uit.

### Russisch-Japanse Oorlog
De wereld was niet te groot voor de Russen die nu met Groot-Brittannië de verdeling van het Chinese land reeds bespraken. Bovendien zou het zijn invloed in Mantsjoerije proberen te vergroten. De coalitie tegen het expansionisme van Japan, onder leiding van Rusland, lag nog vers in het geheugen van de Japanners. Japan zou er dan ook alles aan doen om het tij te doen keren. Zo neutraliseerde het Groot-Brittannië in zijn vete met Rusland. Een zet die nadelig bleek te zijn voor Rusland. Niet veel later, in februari 1904 provoceerden de Russen een Japans preventief en militair ingrijpen. Met de aanval op Port Arthur vond de Russisch-Japanse Oorlog plaats. Een conflict met inzet Mantsjoerije en Korea, dat zou uitdraaien op een overwinning voor Japan.
Mits bemiddeling van de VS werd in september 1905 door Japan en Rusland het Verdrag van Portsmouth afgesloten. Een verdrag dat Japan de winst toekende en een enorme blaam zou betekenen voor de Russische tsaar duizenden kilometers verder in Sint-Petersburg. Het einde van de oorlog kon niet snel genoeg komen voor Japan dat in geldnood begon te geraken. Japan verkreeg het Kantō pachtgebied in Mantsjoerije en op Sachalin werd alles onder de 50° breedtegraad Japans grondgebied. Toch kreeg de Japanse regering met haar eigen publieke opinie af te rekenen door geen schadevergoedingen te kunnen afdwingen. Een publieke opinie die niet echt op de hoogte was van de reden tot stopzetting van de oorlog: financiële crisis. Door het verlies van onder meer de oorlog tegen Japan vond er een demoralisatie plaats in Rusland, wat het aanzien van de tsaar sterk ondermijnde. De Russische Revolutie van 1905, die volgde na het neerslaan van de Bloedige Zondag-protestmars in Sint-Petersburg, getuigt hiervan. Het einde van de heerschappij van de tsaar was nabij. Later zou de Februarirevolutie van 1917 de tsaar van de troon stoten en op 7 november 1917 zou de Bolsjewikrevolutie het tijdperk van de Sovjet-Unie inluiden.

### Vier geheime verdragen tussen 1907 en 1916
Na diens overwinning in de Russisch-Japanse Oorlog en ook mede dankzij haar eerdere overwinning in de Eerste Sino-Japanse Oorlog, verkeerde de Japanse natie in een roes van overwinning. Zo begon ze, na de oorlog met Rusland, stapsgewijs Korea te annexeren met als uiteindelijke resultaat de Japanse bezetting van Korea. Deze agressieve continentale politiek vanwege Japan werd met argusogen bekeken vanuit het Westen. Zo zouden de VS (Katsura-Taft overeenkomst van 1905), Groot-Brittannië (herziening van de Japans-Britse Alliantie in 1905 en 1911) en Frankrijk verdragen sluiten met Japan om hun belangen in Azië te vrijwaren van diens continentale beleid.
Ook de vroegere staatsvijand nummer één, Rusland, zou in het geheim verdragen afsluiten met Japan. In 1907 situeert zich het eerste verdrag, dat de status quo tussen de 2 machten beschreef en een opendeurpolitiek inzake de territoriale integriteit en onafhankelijkheid van China. Ze erkenden elkaars belangen in Oost-Azië en Mantsjoerije werd opgedeeld in belangengebieden. Met het tweede geheime verdrag, van 1910, bundelden Japan en Rusland hun krachten voor het opstellen van een strategie om meer toegevingen van China te verkrijgen inzake spoorwegen. Verder zou in 1912 een overeenkomst gesloten worden dat Binnen- en Buiten-Mongolië opdeelde in Russische en Japanse invloedssferen. Dit werd gedaan om het opkomende nationalisme in China in te dijken. Het vierde verdrag dat werd bekomen in 1916 stipuleerde dat Japan en Rusland samen zouden spannen tegen iedere natie die de integriteit van het Chinese grondgebied zou bemoeilijken.
De reden waarom deze verdragen in het geheim werden gesloten was de Japans-Britse Alliantie. Groot-Brittannië had namelijk Rusland als grootste concurrent in Azië. Moest Londen er weet van gehad hebben, zou dit zeker niet licht opgenomen worden. De Sovjet-Unie zou echter deze geheime verdragen later nietig verklaren.

### Sovjet-Japan-relaties
- Tussen 1914 en 1918 vond de Eerste Wereldoorlog plaats. Een oorlog die Japan goed uitkwam. Als neutraal land zou Japans industrie een grote geldinjectie krijgen als gevolg van de grote vraag naar goederen in Europa en Azië. Bovendien werden goederen die niet meer ingevoerd konden worden vanuit Europa, nu zelf geproduceerd door Japan. Rusland, daarentegen, had zwaar te lijden onder de Eerste Wereldoorlog. De positie van de tsaar zou alsmaar onhoudbaarder worden en 1917 zou dan ook een jaar van staatsgrepen worden. De tweede poging tot revolutie, de Oktoberrevolutie van Lenin zou het einde betekenen van tsaristisch Rusland. De tsaar en zijn familie werden terechtgesteld en Lenin stichtte de Sovjet-Unie naar marxistisch model. Ook verklaarde Rusland zich nu neutraal in de oorlog tegen de Triple Alliantie van Duitsland, Oostenrijk-Hongarije, Turkije en Bulgarije. Een zet die in het verkeerde keelgat schoot bij diens vroegere bondgenoten van de Triple Alliantie van Frankrijk en Groot-Brittannië en nu ook de VS. Op internationaal vlak heerste er bijgevolg een argwanende sfeer ten opzichte van het socialisme. De Triple Entente zou troepen sturen naar Russisch grondgebied onder verscheidene voorwendsels gaande van humanitaire acties tot beschermingsmaatregelen. Japan, dat reeds de verdediging van de Britse vloot in Azië behartigde, had ondertussen gebruik van de situatie gemaakt om zijn invloed in Azië te vergroten. Ook wat betreft het Russisch grondgebied in het oosten, zou Japan zijn kans wagen. Japan stuurde namelijk een kleine en beperkte troepenmacht naar Siberië, met opdracht Rusland te helpen tegen de revolutionairen die een grootse burgeroorlog waren begonnen. Ook wel gekend als de Siberische Interventie van 1918. Japans motieven lagen echter dieper dan het zelf liet uitschijnen naar de buitenwereld toe. Het beschermen van Russische militaire depots in Vladivostok en het redden van belegerde Tsjechische troepen waren onder meer Japans officiële rechtvaardiging. De dieperliggende intenties van Japans militaire top waren de afkeuring die het had ten opzichte van de Bolsjewieken, verloren investeringen terug te vorderen, gebruik van de situatie te maken zodat het de noordelijke gebieden kon annexeren en ten slotte de oprichting van een antirevolutionaire marionettenstaat. Deze bufferstaat zou als perfecte voedingsbodem kunnen dienen voor Japans industriemachine. Het Rode Leger van de Sovjet-Unie was echter in staat de Japanse interventie te doen mislukken. De gevolgen waren 3000 Japanse doden, protestbewegingen in Japan zelf en een grote buitenlandse druk. De Japanse interventie zou bovendien langdurige gevolgen hebben voor de relaties met het nieuwe Rusland: de Sovjet-Unie.
- Doordat Japan gebruik trachtte te maken van de burgeroorlog in Rusland ontstond er een ware vijandige sfeer tussen de Sovjet-Unie en Japan. Japan bleef tijdens het begin van de Sovjetperiode nog enkele jaren aanwezig in het gebied met confrontaties als gevolg. Het Nikolaevsk-incident dat vele Japanners doodde, zorgde er onder meer voor dat Japan Sachalin zou bezetten uit wraak. Japan zou pas terugtrekken uit Siberië in 1922, pas nadat de Verenigde Staten, Frankrijk en Engeland hun troepen hadden teruggetrokken.

Japan en Rusland konden de voordelen van een vriendschappelijke samenwerking echter niet ontkennen. De twee landen hadden elkaar economisch en geografisch nodig. Met dit gegeven kwam er in januari 1925 toch een akkoord, genaamd de Sovjet-Japanse Basis Conventie. Japan erkende de Sovjet-Unie als legitieme staat. Als tegenverdienste stond de Sovjet-Unie Japanse visserij toe in haar wateren en het recht van Japanse bedrijven, burgers en verenigingen zich te vestigen gelijk waar in de Sovjet-Unie. Dit laatste was vooral met oog op de ontginning van natuurlijke bronnen in het wijde Siberische landschap.
- Mooie liedjes duren niet lang en al gauw zouden de twee naties terug in elkaars ongenade vallen. In Japan heerste er namelijk een toename van militarisme. Wanneer het Mantsjoerije binnentrekt vanwege onder meer het toenemende socialisme in China, zou Japan zijn relaties met de Sovjets zien verslechteren. Met het Mantsjoerije-incident (manshū-jiken 満州事件) nam Japan zelf de touwen in handen om de opkomst van een machtige Chinese staat te stoppen. Een groter conflict leek voorhanden, maar de pas opgerichte Sovjet-Unie had geen middelen om Japan op dit moment aan te pakken. Japan koopt in 1935 de Chinese Oosterse Spoorweg van de Sovjet-Unie voor een magere prijs. Een tactiek van Rusland waardoor het een confrontatie met Japan ontliep en nieuwe geldmiddelen ontving. Japan betreffende, kon nu zijn marionettenstaat Manshūkoku (満州国) oprichten. Zoals reeds vermeld werd, moet de opkomende eenheid in China in acht genomen worden. Dit zou echter onvolledige informatie zijn. Een nog grotere drijfveer was een probleem binnen Japan zelf. Japan bleek te klein te zijn voor diens superieure en ontzaglijk grote industrie. Er was een tekort aan plaats, zelfs gebrek aan genoeg werknemers wordt weleens gediscussieerd, maar vooral een tekort aan grondstoffen. Het vasteland bood al deze motoren voor een industrie die schreeuwde om uitbreiding. Het zou de aanloop betekenen naar het begin van de Tweede Wereldoorlog in Azië.
- In dezelfde periode (eind jaren 30) brak in Europa oorlog uit. Nazi-Duitsland onder leiding van Hitler veroverde het ene gebied na het andere en kwam dichter bij de poorten van Moskou. De Japanners, die ondertussen hun militaire invloedssfeer uitbreidden over geheel Oost-Azië, konden weleens een dreiging betekenen voor Moskou. Bovendien waren er de occasionele schermutselingen tussen Japan en Rusland omtrent Korea, China en Mantsjoerije, waar Japan zelfs een nederlaag onderging in een veldslag in Mongolië.

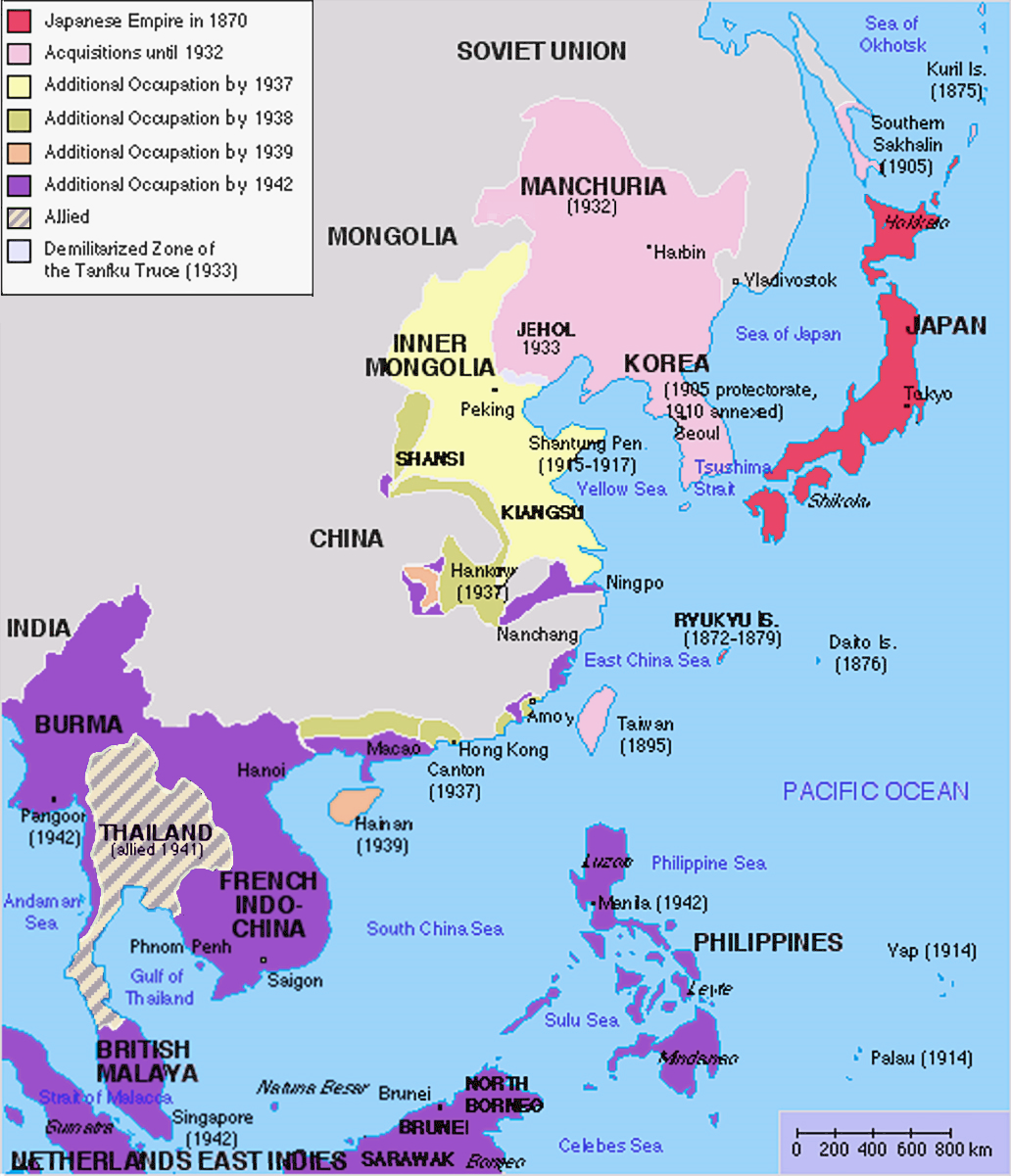
Japans expansionisme betrok een groot deel van Oost- en Zuidoost-Azië.

Japan werd gevaarlijker voor de veiligheid van de Russische grenzen. Zo vond er een Japanse invasie plaats in China en later zou Japan zelfs het Driemogendhedenpact sluiten met Ruslands grootste vijand: Duitsland. De Sovjet-Unie zag dat de tijd kritiek was inzake haar verstandhouding met Japan. Zo ging Japan in Moskou, 13 april 1943, akkoord met het Sovjet-Japanse Neutraliteits Pact. Japan en Rusland zouden neutraal blijven tegenover elkaar in tijden van oorlog. De reden waarom Japan dit verdrag sloot was zijn verslechterde imago op het wereldtoneel. Door zijn acties in Zuidoost-Azië en tegen de Verenigde Staten resteerden er niet veel westerse bondgenoten voor Japan. Japan en de Sovjet-Unie zouden elkaar niet met de vinger wijzen gedurende een groot deel van de Tweede Wereldoorlog. Japan vergrootte ondertussen zijn aanwezigheid in geheel Zuidoost-Azië.
Maar wanhopige tijden vragen voor drastische maatregelen. De Sovjet-Unie werd onder de voet gelopen door het Derde Rijk. Jozef Stalin had geen andere keus en sloot een monsterverbond met Roosevelt en Churchill. Dit gebeurde van 4 februari tot 11 februari 1945 tijdens een geheime ontmoeting op de Krim, de Conferentie van Jalta. De belofte was volledige samenwerking om de Tweede Wereldoorlog te beëindigen en zodoende oorlog aan Japan te verklaren. Japan had reeds de oorlog verklaard aan de VS op 7 december 1941, 10 uren na zijn aanval op Pearl Harbor. Het gevolg was een groot Amerikaans tegenoffensief in de Stille Oceaan en Zuidoost-Azië. Op 8 augustus 1945, twee dagen na de val van de eerste atoombom op Hiroshima, vroeg Japan aan Rusland of het wilde bemiddelen voor een Japanse overgave. Japan was namelijk nog altijd in de waan van het bestaan van het Sovjet-Japanse Neutraliteits Pact. De Japanse ambassadeur in Rusland ontving echter een Sovjet oorlogsverklaring. Het Rode Leger opende een groot offensief op de Japanners in Mantsjoerije, Korea en de noordelijke gebieden op 9 augustus en zou de Shikotan en Habomai eilanden bezetten. Japan kwam pas enige tijd na zijn capitulatie erachter dat de Sovjets eerder in het geheim een verbond hadden gesloten met de Verenigde Staten en Groot-Brittannië. Dit leidde tot een verbolgen Japanse opinie ten opzichte van de Sovjet-Unie.
- Aan boord van de USS Missouri ondertekent Japans Buitenland Minister Mamoru in naam van de Japanse regering de officiële overgave van Japan

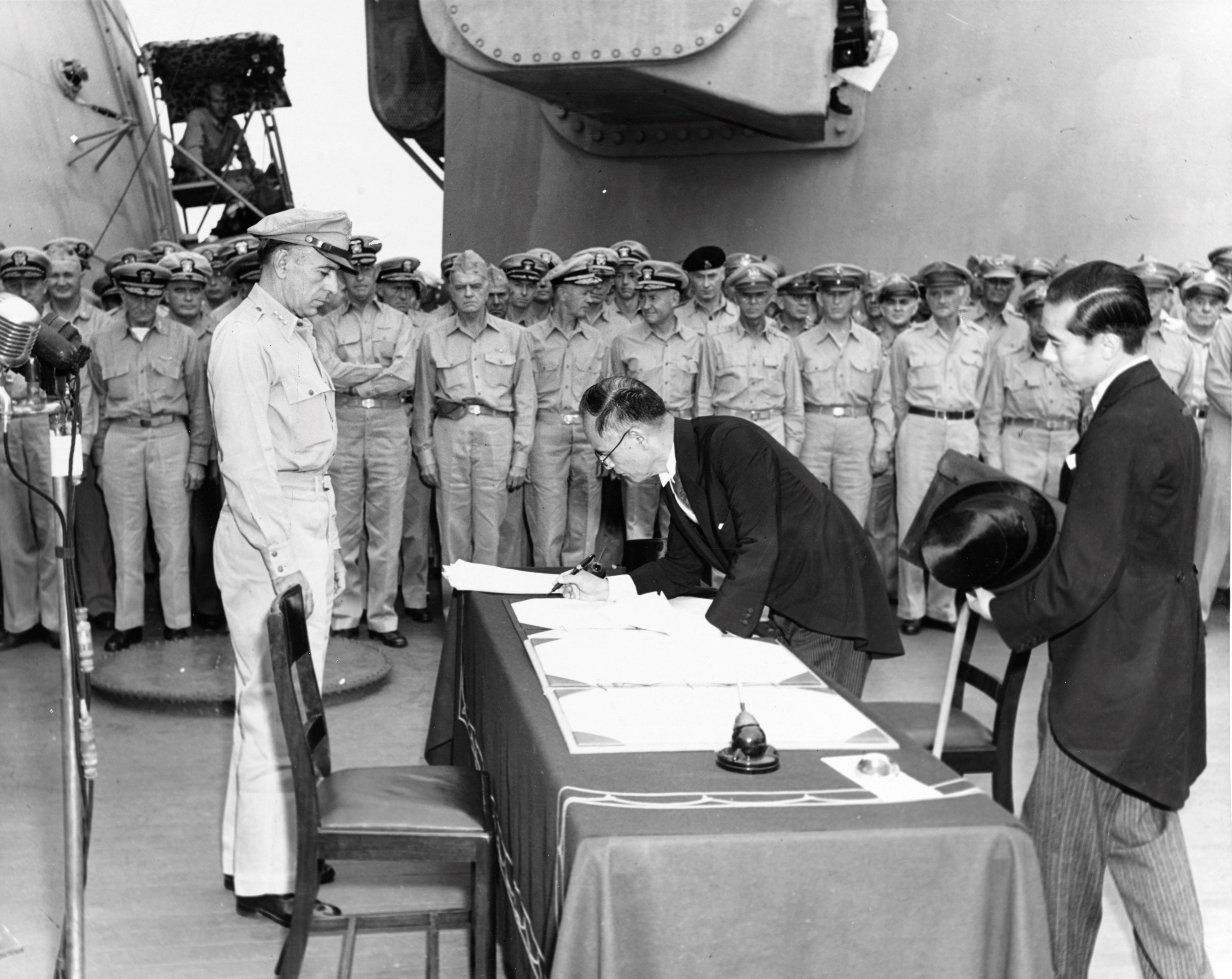
Aan boord van de USS Missouri ondertekent Japans Buitenland Minister Mamoru in naam van de Japanse regering de officiële overgave van Japan

De val van de twee atoombommen betekende het einde van de Tweede Wereldoorlog voor de laatst overgebleven asmogendheid, Japan. (De val van de twee bommen wordt inmiddels niet meer erkend als de oorzaak van de Japanse capitulatie. Een dreigende Russische invasie was doorslaggevend). 14 augustus 1945 volgde de onvoorwaardelijke overgave van Japan. De Verenigde Staten zonden een bezettingsmacht naar Japan en maakten een einde aan het Japanse militarisme door de vooraanstaande figuren te veroordelen en/of te executeren en (initieel) verregaande democratische hervormingen door te voeren. Ten slotte werd ook het immense Japanse leger en diens invloed afgebouwd. De Sovjet-Unie was echter ook geïnteresseerd in Japan en stelde voor dat het eiland naast Amerikaanse troepen ook Sovjettroepen zou huizen, zij het buiten geallieerd bevel. Dit beviel de Amerikanen maar niks en onder bezetting van generaal Douglas MacArthur zou Japan een heropbouw van de maatschappelijke structuur kennen naar kapitalistisch en democratisch voorbeeld. De Amerikanen hadden alle belang erbij de Sovjets uit Japan te houden. De Sovjet-Unie zou samen met de VS de enige resterende grootmacht zijn na de Tweede Wereldoorlog en bijgevolg een groot concurrent. Bovendien werd China ondertussen overspoeld door het communisme. Door Japan een hechte bondgenoot te maken, kon het zijn indammingspolitiek gericht tegen het communisme realiseren. De initiële doeleinden van de Verklaring van Potsdam evolueerden al snel naar een transformerend Japan dat dienstdeed als bolwerk tegen het communisme. Verder gingen de democratische hervormingen niet zo diep als aanvankelijk de bedoeling was. Het was meer een zuivering van communistische (Rode Zuivering) en antibezettingsgezinde stemmen (onderdrukking stakingen, enz.). Zeer tot frustratie van de Sovjet-Unie die de Shikotan en Habomai eilanden enkel zou overdragen aan Japan indien de geallieerde buitenlandse legers zich uit Japan terugtrokken. In het vredesverdrag van San Francisco van 1951 doet Japan afstand van zijn rechten op Sachalin en de Koerilen. Toch is er discussie betreffende 4 eilanden ten noordoosten van Hokkaido. Volgens Japan maken ze deel uit van Hokkaido's geologische plaat. Haaks op de Sovjets, die de 4 eilanden als deel van de Koerilen beschouwen, waardoor ze zo dankzij het vredesverdrag van San Francisco tot de Sovjet-Unie behoren. Toch zouden de Sovjet-Unie en Japan economische betrekkingen en vriendschapsrelaties proberen tot stand te brengen. Zo wordt de staat van oorlog tussen de twee landen pas in 1956 beëindigd. Tot een vredesverdrag komt het echter nooit, omwille van de discussie over de teruggave van de noordelijke eilanden in ruil voor terugtrekking van Amerikaanse troepen. Dit voorstel, teruggave voor terugtrekking, van Russisch president Chroesjtsjov zou tot op de dag van vandaag aangehaald worden als argument ter teruggave van de gebieden.
Onder Gorbatsjov vond er echter opnieuw een stapsgewijze en voorzichtige toenadering plaats richting Japan en de problemen die een vredesverdrag in de weg stonden. De nieuwe Sovjet toenadering zou echter een kort leven beschoren zijn, want in 1991 werd Gorbatsjov door Boris Jeltsin de macht ontnomen. Het zou het einde betekenen van de Sovjet-Unie.

### Russische Federatie-Japan relaties
Na de val van de Sovjet-Unie en het einde van de Koude Oorlog werden er tussen het nieuwe kapitalistische Rusland en Japan nieuwe relaties aangeknoopt. De laatste topontmoeting tussen de twee landen vond plaats van 20 november tot en met 22 november 2005. De ontmoeting tussen de Japanse premier Koizumi (Koizumi Jun'ichirō 小泉純一郎) en Russisch president Poetin (Владимир Владимирович Путин) stond in het teken van betere relaties tussen de twee landen in het 150e verjaardagsjaar van de komst van Poetjatin. Gesprekken werden gevoerd inzake handel, olietoevoer, gezamenlijke economische projecten en ten slotte ook de Noordelijke Gebieden. Alhoewel eerder afgesproken er geen agenda punt van te maken bracht Koizumi de kwestie toch voor bij Poetin. Tot een akkoord is het niet gekomen. Er wordt algemeen vermoed dat er geen Russisch voordeel te behalen valt bij het afstaan van de sinds de Tweede Wereldoorlog bezette Noordelijke Gebieden. De Koerilen (inclusief de vier betrokken eilandjes) zijn namelijk een belangrijke poort tot de Stille Oceaan met rijke viszones. Bovendien stond Rusland in 2005 onder binnenlandse druk betreffende zijn territoria, gaat de ontwikkeling van Japanse relaties vlot genoeg voor Rusland en ten slotte staat olierijk Rusland economisch en diplomatiek sterk met de hoge olieprijzen. Toch blijft het eilandenprobleem een actueel punt in de Japanse politiek. In de periode tussen 1995-2003 zijn er zeventien grensincidenten voorgevallen, voornamelijk met betrekking tot visserij.
In augustus 2006 wordt een Japanse visser bij de Koerilen door een Russische patrouille doodgeschoten.